# Shōsuke Nakawa
Shōsuke Nakawa (奈河彰輔, Nakawa Shōsuke), né le 6 octobre 1931 à Osaka et mort le 13 octobre 2014, est un dramaturge et directeur de théâtre japonais. Sous le nom Yoshizō Nakagawa (中川芳三, Nakagawa Yoshizō), il est conseiller de la société Shōchiku qui produit des représentations de théâtre kabuki et participe activement au mouvement de renaissance des traditions du kabuki de Kamigata. Il est par ailleurs chef du Kamigata kabuki-juku et travaille de conserve avec l'acteur Ichikawa Ennosuke III à la redécouverte d'anciennes pièces du répertoire kabuki. Nakawa a été dépeint comme un dictionnaire vivant des traditions du kabuki de Kamigata.
Diplômé de l'université d'Osaka, Nakawa est lauréat d'un certain nombre de prix dont le prix Takejirō Ōtani, le Matsuo Performing Arts Award, l'Osaka Citizens' Public Recognition Cultural Services Award et l'Osaka Performing Arts Award.
Parmi ses créations figurent Okuri hangan kurumagaidō (小栗判官車街道), Haji-momiji ase no kaomise (慙紅葉汗顔見勢) et Hitoritabi Gojūsantsugi (獨道中五十三駅).

## Source de la traduction
- (en) Cet article est partiellement ou en totalité issu de l’article de Wikipédia en anglais intitulé « Shōsuke Nakawa » (voir la liste des auteurs).